# Basserolis kimblae
Basserolis kimblae là một loài chân đều trong họ Serolidae. Loài này được Poore miêu tả khoa học năm 1985.